# Diócesis de Margarita
La diócesis de Margarita (en latín: Dioecesis Margaritensis) es una circunscripción eclesiástica de la Iglesia católica en Venezuela. Se trata de una diócesis latina, sufragánea de la arquidiócesis de Cumaná. Desde el 4 de agosto de 2015 su obispo es Fernando José Castro Aguayo.

## Territorio y organización

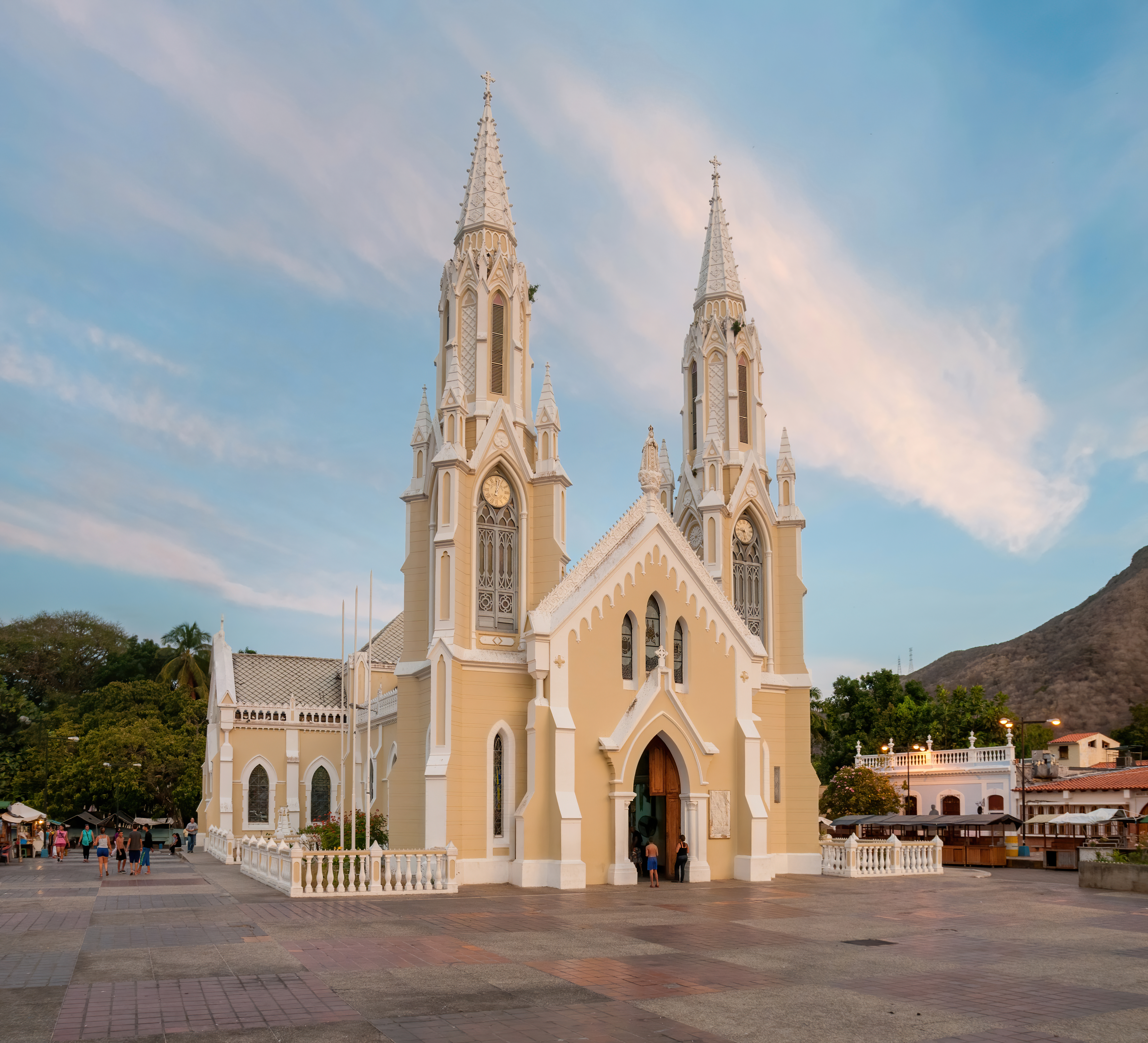
Basílica de Nuestra Señora del Valle, en El Valle del Espíritu Santo

La diócesis tiene 1150 km² y extiende su jurisdicción sobre los fieles católicos de rito latino residentes en el estado Nueva Esparta, constituido por tres islas principales: Margarita, Coche y Cubagua y conformado por 11 municipios.
La sede de la diócesis se encuentra en La Asunción (en la isla de Margarita), en donde se halla la Catedral de Nuestra Señora de la Asunción. En El Valle del Espíritu Santo se halla la basílica de Nuestra Señora del Valle.
En 2021 en la diócesis existían 29 parroquias.

## Historia
La diócesis fue erigida el 18 de julio de 1969 mediante la bula Verba Christi del papa Pablo VI, obteniendo el territorio de la diócesis de Cumaná (hoy arquidiócesis).
Originalmente sufragánea de la arquidiócesis de Ciudad Bolívar, el 16 de mayo de 1992 pasó a formar parte de la provincia eclesiástica de Cumaná.

## Estadísticas
Según el Anuario Pontificio 2022 la diócesis tenía a fines de 2021 un total de 452 000 fieles bautizados.
| Año                                                                             | Población            | Población | Población      | Sacerdotes | Sacerdotes    | Sacerdotes    | Bautizados por sacerdote | Diáconos permanentes | Religiosos | Religiosos | Parroquias |
| Año                                                                             | Bautizados católicos | Total     | % de católicos | Total      | Clero secular | Clero regular | Bautizados por sacerdote | Diáconos permanentes | Varones    | Mujeres    | Parroquias |
| ------------------------------------------------------------------------------- | -------------------- | --------- | -------------- | ---------- | ------------- | ------------- | ------------------------ | -------------------- | ---------- | ---------- | ---------- |
| 1970                                                                            | 115 000              | 120 000   | 95.8           | 15         | 10            | 5             | 7666                     |                      | 6          | 19         | 9          |
| 1976                                                                            | 140 000              | 146 000   | 95.9           | 19         | 15            | 4             | 7368                     |                      | 8          | 30         | 17         |
| 1980                                                                            | 143 000              | 155 000   | 92.3           | 20         | 16            | 4             | 7150                     |                      | 9          | 20         | 18         |
| 1990                                                                            | 183 000              | 187 000   | 97.9           | 22         | 19            | 3             | 8318                     |                      | 7          | 35         | 21         |
| 1999                                                                            | 355 000              | 365 000   | 97.3           | 26         | 18            | 8             | 13 653                   |                      | 13         | 39         | 29         |
| 2000                                                                            | 360 000              | 370 000   | 97.3           | 25         | 20            | 5             | 14 400                   |                      | 6          | 27         | 29         |
| 2001                                                                            | 365 000              | 375 000   | 97.3           | 26         | 21            | 5             | 14 038                   |                      | 7          | 24         | 29         |
| 2002                                                                            | 370 000              | 385 000   | 96.1           | 27         | 22            | 5             | 13 703                   |                      | 7          | 24         | 29         |
| 2003                                                                            | 329 217              | 396 647   | 83.0           | 29         | 24            | 5             | 11 352                   | 1                    | 6          | 28         | 29         |
| 2004                                                                            | 335 815              | 398 712   | 84.2           | 31         | 26            | 5             | 10 832                   | 1                    | 6          | 32         | 29         |
| 2013                                                                            | 387 000              | 457 000   | 84.7           | 34         | 31            | 3             | 11 382                   | 1                    | 4          | 30         | 29         |
| 2016                                                                            | 394 995              | 476 000   | 83.0           | 38         | 34            | 4             | 10 394                   | 16                   | 5          | 26         | 29         |
| 2019                                                                            | 409 000              | 494 800   | 82.7           | 33         | 30            | 3             | 12 393                   | 16                   | 4          | 28         | 29         |
| 2021                                                                            | 452 000              | 606 247   | 74.6           | 29         | 26            | 3             | 15 586                   | 13                   | 4          | 26         | 29         |
| Fuente: Catholic-Hierarchy, que a su vez toma los datos del Anuario Pontificio. |                      |           |                |            |               |               |                          |                      |            |            |            |

## Episcopologio
- Francisco de Guruceaga Iturriza † (18 de junio de 1969-2 de octubre de 1973 nombrado obispo de La Guaira)
- Tulio Manuel Chirivella Varela † (5 de abril de 1974-18 de octubre de 1982 nombrado arzobispo de Barquisimeto)
- César Ramón Ortega Herrera † (25 de agosto de 1983-15 de julio de 1998 nombrado obispo de Barcelona)
- Rafael Ramón Conde Alfonzo † (18 de marzo de 1999-12 de febrero de 2008 nombrado obispo de Maracay)
- Jorge Aníbal Quintero Chacón (19 de diciembre de 2008-11 de julio de 2014 nombrado obispo de Barcelona)
- Fernando José Castro Aguayo, desde el 4 de agosto de 2015